# Рогулє (Пакраць)
45°26′ пн. ш. 17°22′ сх. д. / 45.44° пн. ш. 17.37° сх. д.
Рогулє (хорв. Rogulje) — населений пункт у Хорватії, в Пожезько-Славонській жупанії у складі міста Пакраць.

## Населення
Населення за даними перепису 2011 року становило 3 осіб.
Динаміка чисельності населення поселення:

## Клімат
Середня річна температура становить 9,82 °C, середня максимальна – 23,27 °C, а середня мінімальна – -6,11 °C. Середня річна кількість опадів – 939 мм.
| Клімат поселення                              | Клімат поселення | Клімат поселення | Клімат поселення | Клімат поселення | Клімат поселення | Клімат поселення | Клімат поселення | Клімат поселення | Клімат поселення | Клімат поселення | Клімат поселення | Клімат поселення | Клімат поселення |
| Показник                                      | Січ.             | Лют.             | Бер.             | Квіт.            | Трав.            | Черв.            | Лип.             | Серп.            | Вер.             | Жовт.            | Лист.            | Груд.            |                  |
| Середній максимум, °C                         | 6,02             | 7,81             | 11,70            | 15,12            | 20,18            | 23,27            | 22,92            | 22,30            | 18,54            | 14,27            | 8,98             | 4,95             |                  |
| Середня температура, °C                       | −0,04            | 1,76             | 5,62             | 9,04             | 14,12            | 17,21            | 19,27            | 18,65            | 14,89            | 10,62            | 5,33             | 1,32             |                  |
| Середній мінімум, °C                          | −6,11            | −4,3             | −0,44            | 2,98             | 8,06             | 11,14            | 15,65            | 15,02            | 11,27            | 6,98             | 1,70             | −2,32            |                  |
| Норма опадів, мм                              | 57               | 53               | 62               | 79               | 87               | 108              | 89               | 90               | 76               | 79               | 88               | 71               |                  |
| Середньомісячна швидкість вітру, м/с          | 2.25             | 2.49             | 2.74             | 2.66             | 2.41             | 2.15             | 2.11             | 2.00             | 2.08             | 2.21             | 2.30             | 2.32             |                  |
| Середньомісячна сонячна радіація, кДж/м²·день | 4456             | 7162             | 10910            | 15113            | 19199            | 21176            | 22053            | 19710            | 14750            | 9282             | 5014             | 3721             |                  |
| --------------------------------------------- | ---------------- | ---------------- | ---------------- | ---------------- | ---------------- | ---------------- | ---------------- | ---------------- | ---------------- | ---------------- | ---------------- | ---------------- | ---------------- |
| Джерело:                                      |                  |                  |                  |                  |                  |                  |                  |                  |                  |                  |                  |                  |                  |